# LWD Miś
LWD Miś - prototypowy polski samolot pasażerski zaprojektowany w 1947 roku i oblatany pod koniec 1949 roku. Wyprodukowano tylko jeden prototyp.

## Historia
W 1947 roku zespół inżynierów z LWD w Łodzi pod kierunkiem inżyniera Tadeusza Sołtyka opracował projekt samolotu pasażerskiego o oznaczeniu - LWD Miś. W 1948 roku rozpoczęto jego budowę, której ukończenie nastąpiło pod koniec 1949 roku. Pierwszy lot miał miejsce 24 listopada 1949 roku. Próby w locie wykazały złą stateczność samolotu. Dokonano wiele poprawek konstrukcyjnych, które trwały do października 1950 roku. Pod koniec 1950 roku zlikwidowano wytwórnię LWD. Pomimo tych trudności prac nad Misiem nie przerwano.
Zmieniała się też jego funkcja. Miał on być teraz samolotem transportowym, a także służyć do szkolenia skoczków spadochronowych, wysadzania desantu żołnierzy na ziemię z ciężkim uzbrojeniem oraz do przewożenia rannych z pola walki. Samolot również był przewidziany do lotów bezzałogowych na wypadek wojny nuklearnej (loty nad skażonym terenem).
W 1951 roku samolot przeszedł próby w Głównym Instytucie Lotnictwa. Próby te wykazały, że samolot jest bardzo łatwym w pilotażu. Jedyną wadą był zbyt słaby silnik. Wobec tego zrezygnowano z produkcji seryjnej.
W sierpniu 1952 doszło do poważnego uszkodzenia podwozia podczas prób homologacyjnych. Nikt nie był zainteresowany naprawą samolotu, więc został on przekazany wojsku gdzie posłużył za cel podczas ćwiczeń. Tam prawdopodobnie został zniszczony.

## Konstrukcja
Mieszana. Część przednią kadłuba tworzyła kratownica metalowa oprofilowana listwami i pokryta płótnem, część tylna o konstrukcji półskorupowej. Skrzydła całkowicie drewniane. Dwusilnikowy,  górnopłat. wolnonośny. Samolot zabierał 8 pasażerów i 2 osoby załogi. Podwozie trójpodporowe stałe. Napęd stanowiły dwa  8-cylindrowe silniki rzędowe Argus As 10C o mocy 177 kW (240 KM) każdy.

## Literatura
- Koliński Izydor, Lotnictwo Polski Ludowej 1944-1947, Warszawa 1987